# Schriesheim
Schriesheim je vinařské město s asi 15 000 obyvateli ve spolkové zemi Bádensko-Württembersko. Leží na severu spolkové země v zemském okrese Rýn-Neckar ve vládním obvodu Karlsruhe. Město se rozkládá na západním úpatí pohoří Odenwald a v bádenské části Hornorýnské nížiny. Leží nedaleko Heidelbergu v oblasti, která je klimaticky nejteplejší v celém Německu. Charakteristickými rysy města jsou potok zvaný Kanzelsbach a nad městem se tyčící zbytky hradu Strahlenburg z 13. století obklopené vinicemi.